# Charles Maurras

Charles Maurras. Aufnahme des Fotostudios Harcourt 1937.

Charles Maurras (* 20. April 1868 in Martigues; † 16. November 1952 in Tours) war ein rechtsextremer französischer Schriftsteller und politischer Publizist.

## Leben und Schaffen
Seit frühem Kindesalter stark schwerhörig, wuchs Maurras in einer rechtskatholischen bürgerlichen Familie auf. Er absolvierte ein katholisches Gymnasium in Aix-en-Provence, erhielt eine solide klassische Bildung, verlor aber früh den Glauben. Nach dem baccalauréat ging er 1885 nach Paris. Hier betätigte er sich als Literaturkritiker, Lyriker, Erzähler und Essayist, der vor allem für konservative und katholische Zeitschriften schrieb. Er schloss Freundschaft mit dem gut 20 Jahre älteren Autor Anatole France (der zu dieser Zeit politisch noch rechts stand, allerdings zugleich Agnostiker war) und geriet in den Bann der progressistischen Philosophie des Positivismus.
1891 schloss er sich der „école romane“ an, die kurz zuvor von einigen Literaten, darunter insbesondere Jean Moréas, gegründet worden war. Diese sah die Wurzeln der französischen Kultur in deren griechisch-römischem Erbe und ihren reinsten Ausdruck in der französischen Klassik des 17. Jahrhunderts, wogegen sie die angeblich jüdisch-germanisch geprägte Romantik als einen Beginn und den späteren Symbolismus als eine weitere Ursache allen Übels für Frankreich betrachtete. Ein Nährboden dafür war der seit 1871 (verlorener Deutsch-Französischer Krieg) in Frankreich weit verbreitete Revanchismus.
Literarischer Ausdruck dieser Sicht waren beispielsweise Maurras’ Erzählband Le Chemin du Paradis (Der Weg zum Paradies, 1895) oder die Essaysammlung Les Amants de Venise (Die venezianischen Liebenden, insbesondere die romantischen Autoren George Sand und Alfred de Musset, 1902).
Spätestens 1895 befand er sich politisch auf der Seite der nationalistischen Rechten und stand u. a. mit dem boulangistischen Abgeordneten und Romancier Maurice Barrès in Kontakt.
1896 reiste er, da er sich schon früh für die Ideen des französischen Sportpädagogen Pierre de Coubertin interessiert hatte, als Reporter für eine französische Zeitschrift zu den ersten Olympischen Spielen in Athen.
In seinen politisch intendierten Büchern, Broschüren und Artikeln propagierte Maurras die Wiedereinführung der Monarchie und den Katholizismus als Staatsreligion, wobei er sich von beidem ein weniger zentralistisches, aber ideologisch geeintes, starkes Frankreich erhoffte, das dem aufstrebenden Deutschen Reich wirtschaftlich, militärisch und geistig-moralisch Paroli bieten sollte. Trotz seines Engagements für den Katholizismus war Maurras selbst Agnostiker: „Ich hatte das Unglück, den Glauben zu verlieren, aber ich bin kein Atheist, wie man mir verleumderisch nachsagt. Ich bin nie einer gewesen.“ (La démocratie religiuese).
Als Frankreich 1898 durch die Dreyfus-Affäre (den Streit um das Fehlurteil gegen Alfred Dreyfus, einen Offizier, der unschuldig wegen Spionage für Deutschland zu lebenslanger Verbannung verurteilt worden war) tief gespalten wurde, war Maurras einer der aktivsten Anti-Dreyfusards. In der Gestalt des jüdischen Spions sah der glühende Antisemit und Germanophobe seine beiden Feindbilder vereint. Kompromisslos trat er gegen eine Revision des Urteils oder einen Freispruch ein und schloss sich sowohl dem von anderen Anti-Dreyfusards gegründeten nationalistischen Comité d’Action française als auch der Ligue de la patrie française an. Maurras trug maßgeblich zur Umformung der Action française in einen straff organisierten Verband bei, die Ligue d’Action française, die sich unter seiner Ägide einer monarchistischen, chauvinistischen, fremdenfeindlichen und antisemitischen Ideologie verschrieb, dem integralen Nationalismus. Als Organ der „Liga“ diente ab 1899 die von Maurras und seinem Gesinnungsgenossen Léon Daudet geleitete Zeitschrift La Revue de l’Action française. Eine Jugendorganisation, die Camelots du roi, die zunächst vor allem zum Straßenvertrieb der Zeitschrift gegründet worden war, machte bald auch durch Schlägereien mit politisch linken Gruppen von sich reden.
1908 ermöglichte der Erfolg der Zeitschrift, sie in eine Tageszeitung mit dem Titel L’Action française umzuwandeln. Maurras war einer der wichtigsten Vordenker des nationalistischen Frankreichs geworden.
Seine polemischen Veröffentlichungen trugen ihm nicht nur mehrere Prozesse ein, sondern auch Duellforderungen. So focht er im Februar 1912 ein Säbelduell mit Paul de Cassagnac aus, dem Herausgeber der rechten Zeitschrift L’Autorité, der sich von ihm diffamiert fühlte. Cassagnac verletzte Maurras dabei am Unterarm. Das Duell wurde filmisch festgehalten.
Nach Ausbruch des Ersten Weltkriegs 1914 betätigte sich Maurras als publizistische Stütze der Union sacrée zwischen den rechten Parteien und den Sozialisten, die der gleichzeitigen Burgfriedenspolitik der Parteien in Deutschland entsprach.
In der Zwischenkriegszeit wurde die Ligue de l’Action française zahlenmäßig zwar von anderen rechten Organisationen überholt, doch behielt Maurras großen Einfluss auf die rechten Intellektuellen und die rechten Politiker. Maurras kritisierte den Versailler Vertrag von 1920, weil er zu milde gegenüber dem besiegten Deutschland sei, und kritisierte in der Folgezeit die kompromissbereite Annäherungspolitik, die der gemäßigt-linke Außenminister Aristide Briand ab 1924 betrieb. 1925 rief er in einem offenen Brief dazu auf, Innenminister Abraham Schrameck „wie einen Hund“ zu töten, weil dieser jüdischer Abstammung war und die Entwaffnung der rechtsextremen „Ligen“ durchgesetzt hatte, darunter auch den Ordnungsdienst der Action française. Dies trug ihm eine Bewährungsstrafe ein. Im Dezember 1926 erklärte Papst Pius XI. unter dem Einfluss der Kardinäle Enrico Gasparri und Carlo Confalonieri die ideologischen Positionen von Maurras für unvereinbar mit dem Katholizismus und setzte seine Schriften sowie die Action française auf den Index, weil darin die Kirche nur als Mittel zu nationalistischen Zwecken instrumentalisiert werde. Dadurch gerieten viele gläubige Anhänger Maurras’ in Loyalitätskonflikte. Am 8. März 1927 belegte der Papst die AF-Mitglieder sogar mit dem Interdikt, sie waren damit vom Sakramentenempfang ausgeschlossen.
1936 bedrohte Maurras Ministerpräsident Léon Blum, den er wegen seiner jüdischen Abstammung schon zuvor beleidigt hatte, mit dem Tod. Erneut wurde er verurteilt, diesmal ohne Bewährung. Während seiner achtmonatigen Haftstrafe wurde Maurras von der zu dieser Zeit überwiegend konservativen Académie française zum Mitglied gewählt.
Nachdem er schon die Machtergreifung des italienischen Faschisten Benito Mussolini (1922) begrüßt hatte, sympathisierte er während des Spanischen Bürgerkriegs und danach mit dem Franquismus von General Franco. Trotz seiner notorischen Deutschfeindlichkeit schien ihm auch der Nationalsozialismus Hitlers in vielerlei Hinsicht interessant und besonders in seinem Antisemitismus nachahmenswert. Gegenüber Deutschland vertrat er pazifistische Tendenzen und pries die Appeasement-Politik von Ministerpräsident Édouard Daladier. Nach der Niederlage Frankreichs im Juni 1940 unterstützte er den neuen französischen Staatschef Marschall Philippe Pétain und dessen „Révolution nationale“, die weitgehend von seinen Ideen inspiriert war. Ebenso billigte er Pétains Politik der Kollaboration mit dem nationalsozialistischen Deutschland.
Nach der Befreiung Frankreichs wurde Maurras 1944/45 als geistiger Ziehvater Pétains geschmäht und zum prodeutschen Kollaborateur erklärt. Er wurde im September 1944 verhaftet, am 17. Januar 1945 zu lebenslangem Zuchthaus verurteilt und von seinem Sitz in der Académie française suspendiert.
Am 19. März 1952 wurde er von Staatspräsident Vincent Auriol krankheitshalber begnadigt und in die Klinik Saint-Grégoire in Tours (Stadtteil Saint-Symphorien) verlegt. Dort starb er am 16. November 1952. Kurz vor seinem Tod kehrte er zur Frömmigkeit seiner Kindheit zurück.

## Posthumes
In Aix-en-Provence widmet sich ein Zentrum für Maurras-Studien (‚Centre Charles Maurras‘) dem Autor und seinem Schaffen.
Anlässlich seines 150. Geburtstages sollte Maurras im offiziellen Kalender der nationalen Ehrungen („Recueil des Commémorations nationales 2018“) erwähnt werden, der jährlich vom Ministerium für Kultur und Kommunikation herausgegeben wird.
Im Januar 2018 kamen Stimmen gegen die Erwähnung des Antisemiten Maurras auf.
Daraufhin ließ Françoise Nyssen, Ministerin für Kultur und Kommunikation, die bereits gedruckten Exemplare einstampfen.
Der Neudruck enthält keinen Beitrag mehr über Maurras.
Politische Diskussionen um Gedenktage haben in Frankreich eine lange Tradition.

## Werke
- 1889 – Théodore Aubanel
- 1891 – Jean Moréas
- 1894 – Le Chemin du Paradis, mythes et fabliaux
- 1896–1899 – Le voyage d’Athènes
- 1898 – L’idée de décentralisation
- 1899 – Trois idées politiques : Chateaubriand, Michelet, Sainte-Beuve
- 1900 – Enquête sur la monarchie
- 1901 – Anthinéa : d’Athènes à Florence
- 1902 – Les Amants de Venise, George Sand et Musset
- 1905 – L’Avenir de l’intelligence
- 1906 – Le Dilemme de Marc Sangnier
- 1910 – Kiel et Tanger
- 1912 – La Politique religieuse
- 1914 – L’Action française et la religion catholique
- 1915 – L’Étang de Berre
- 1916 – Quand les Français ne s’aimaient pas
- 1916–1918 – Les Conditions de la victoire, (vier Bände)
- 1921 – Tombeaux
- 1922 – Inscriptions
- 1923 – Poètes
- 1924 – L’Allée des philosophes
- 1925 – La Musique intérieure
- 1925 – Barbarie et poésie
- 1927 – Lorsque Hugo eut les cent ans
- 1928 – Le prince des nuées
- 1928 – Un débat sur le romantisme
- 1928 – Vers un art intellectuel
- 1928 – L’Anglais qui a connu la France
- 1929 – Corps glorieux ou Vertu de la perfection
- 1929 – Promenade italienne
- 1929 – Napoléon pour ou contre la France
- 1930 – De Démos à César
- 1930 – Corse et Provence
- 1930 – Quatre nuits de Provence
- 1931 – Triptyque de Paul Bourget
- 1931 – Le Quadrilatère
- 1931 – Au signe de Flore
- 1932 – Heures immortelles
- 1932–1933 – Dictionnaire politique et critique, (fünf Bände)
- 1935 – Prologue d’un essai sur la critique
- 1937 – Quatre poèmes d’Eurydice
- 1937 – L’amitié de Platon
- 1937 – Jacques Bainville et Paul Bourget
- 1937 – Les vergers sur la mer
- 1937 – Jeanne d’Arc, Louis XIV, Napoléon
- 1937 – Devant l’Allemagne éternelle
- 1937 – Mes idées politiques
  - deutsch: Meine politischen Gedanken. Verlag Antaios, Steigra, ISBN 978-3-939869-71-9
- 1937 – La Dentelle du Rempart
- 1940 – Pages africaines
- 1941 – Sous la muraille des cyprès
- 1941 – Mistral
- 1941 – La seule France
- 1942 – De la colère à la justice
- 1943 – Pour un réveil français
- 1944 – Poésie et vérité
- 1944 – Paysages mistraliens
- 1944 – Le Pain et le Vin
- 1945 – Au-devant de la nuit
- 1945 – L’Allemagne et nous
- 1947 – Les Deux Justices ou Notre J’accuse
- 1948 – L’Ordre et le Désordre
- 1948 – Maurice Barrès
- 1948 – Une promotion de Judas
- 1948 – Réponse à André Gide
- 1949 – Au Grand Juge de France
- 1949 – Le Cintre de Riom
- 1950 – Mon jardin qui s’est souvenu
- 1951 – Tragi-comédie de ma surdité
- 1951 – Vérité, justice, patrie (gemeinsam mit Maurice Pujo)
- 1952 – À mes vieux oliviers
- 1952 – La Balance intérieure
- 1952 – Le Beau Jeu des reviviscences
- 1952 – Le Bienheureux Pie X, sauveur de la France
- 1953 – Pascal puni (posthum erschienen)
- 1958 – Lettres de prison (1944–1952) (posthum erschienen)
- 1966 – Lettres passe-murailles, correspondance échangée avec Xavier Vallat (1950–1952) (posthum erschienen)